# Voodoo Lounge
Voodoo Lounge är ett musikalbum av The Rolling Stones släppt 1994. Det var gruppens första utan originalbasisten Bill Wyman, som lämnat gruppen två år tidigare och ersatts av Darryl Jones som inofficiell basist. "Love Is Strong" var hitlåten från albumet. Men även "You Got Me Rocking" och "Out of Tears" nådde respektabla listplaceringar som singlar. Albumet blev det första av gruppen sedan 1980 års Emotional Rescue att bli etta i Storbritannien.
Efter att comebackalbumet Steel Wheels släppts 1989 ägnade sig åter igen både Keith Richards och Mick Jagger att spela in soloalbum. 1993 kontaktade man dock producenten Don Was och började planera inför detta album. Was ansågs vara en bidragande orsak till Voodoo Lounges mycket traditionella rockljudbild.

## Låtlista
Alla låtar skrivna av Mick Jagger och Keith Richards.
Sida 1
1. "Love Is Strong" - 3:46
2. "You Got Me Rocking" - 3:34
3. "Sparks Will Fly" - 3:14

Sida 2
1. "The Worst" - 2:24
2. "New Faces" - 2:50
3. "Moon Is Up" - 3:41
4. "Out of Tears" - 5:25

Sida 3
1. "I Go Wild" - 4:19
2. "Brand New Car" - 4:13
3. "Sweethearts Together" - 4:46
4. "Suck on the Jugular" - 4:26

Sida 4
1. "Blinded by Rainbows" - 4:32
2. "Baby Break It Down" - 4:07
3. "Thru and Thru" - 5:59
4. "Mean Disposition" - 4:09

## Listplaceringar
- Billboard 200, USA: #2[1]
- UK Albums Chart, Storbritannien: #1[2]
- RPM, Kanada: #1[3]
- Österrike: #1[4]
- Nederländerna: #1[5]
- VG-lista, Norge: #3[6]
- Topplistan, Sverige: #2[7]